# Kodimension
Inom matematiken är kodimension ett begrepp som givet geometriska objekt A och B sådana att A ligger i B, mäter skillnaden i dimension mellan B och A. 

## Exempel
- En punkt på en linje har kodimension 1
- En punkt i planet har kodimension 2
- En linje i planet har kodimension 1
- Varje geometriskt objekt har kodimension 0 i sig själv.

## Användningsområden
Naturligtvis kan alla påståenden om kodimension formuleras om så att de bara använder begreppet dimension. I många fall är det emellertid praktiskt och förenklar notationen att använda begreppet kodimension. Exempel på formuleringar som innehåller begreppet kodimension är:
- En hyperyta är en mångfald av kodimension 1
- En algebraisk varietet kan vara icke-singuljär i kodimension 1.